# (400379) 2007 XH51
(400379) 2007 XH51 es un asteroide perteneciente al cinturón de asteroides descubierto el 4 de diciembre de 2007 por el equipo del Spacewatch desde el Observatorio Nacional de Kitt Peak, Arizona, Estados Unidos.

## Designación y nombre
Designado provisionalmente como 2007 XH51.

## Características orbitales
2007 XH51 está situado a una distancia media del Sol de 2,637 ua, pudiendo alejarse hasta 3,014 ua y acercarse hasta 2,260 ua. Su excentricidad es 0,142 y la inclinación orbital 4,046 grados. Emplea 1564,25 días en completar una órbita alrededor del Sol.

## Características físicas
La magnitud absoluta de 2007 XH51 es 17,5. 